# Johan Jørgen Schwartz
Johan Jørgen Schwartz, född 10 februari 1824 i Drammen, död där 17 mars 1898, var en norsk affärsman och politiker. 
Schwartz var från 1848 trävaruhandlande, sågverksägare och skeppsredare i sin födelsestad, vars ledande man han var och där han hade alla slags förtroendeuppdrag. Han representerade Drammen i Stortinget 1857–76, utom 1865–67, och var där mycket inflytelserik. Åren 1874–76 var han president i Lagtinget. Han var ledamot av en mängd stortings- och kungliga kommittéer samt av deputationerna till Stockholm med anledning av den 4 november 1864 och kröningen 1873. Ett monument över honom restes på järnvägstorget i Drammen 1900.